# Alosterna scapularis
Alosterna scapularis — жук из семейства усачей и подсемейства Усачики.

## Описание
Жук длиной от 6 до 9 мм. Время лёта жука с мая по июль.

## Распространение
Встречается в Талыши (Азербайджан), на севере Ирана и в Турции.

## Экология и местообитания
Жизненный цикл продолжается два года. Кормовые растения личинок — неизвестно.